# Рандолф (округ, Миссури)
Округ Рандолф (англ. Randolph County) — округ штата Миссури, США. Население округа на 2009 год составляло 25 501 человек. Административный центр округа — город Хантсвилл.

## История
Округ Рандолф основан в 1829 году.

## География
Округ занимает площадь 1248.4 км2.

## Демография
Согласно оценке Бюро переписи населения США, в округе Рандолф в 2009 году проживало 25 501 человек. Плотность населения составляла 20.4 человек на квадратный километр.